# Rötel-Zwergohreule
Die Rötel-Zwergohreule, Röteleule oder auch  Rötliche Zwergohreule (Otus rufescens) ist eine Eulenart aus der Gattung der Zwergohreulen. Sie kommt auf der Malaiischen Halbinsel und dem Malaiischen Archipel vor.

## Beschreibung
Die sehr kleine Eule ist 15 bis 18 Zentimeter lang und 70 bis 83 Gramm schwer. Die helle Morphe hat eine rötlich braune Oberseite mit hell rötlich gelben Flecken. Die Unterseite ist gelblich braun bis mattgelb mit wenigen Flecken. Die dunkle Morphe ist oben und unten viel dunkler braun mit ähnlicher Musterung. Die Augen sind kastanien- bis bernsteinbraun, der Schnabel ist gelblich weiß, die auffälligen Federohren sind gefleckt. Die ziemlich langen Beine sind fast bis zum Ansatz der gelblichen Zehen befiedert.

## Lebensweise
Die Eule bewohnt Tiefland-Regenwälder und immergrüne Wälder bis 1.350 Meter. Sie lebt auch in gerodeten Primärwäldern und Sekundärwäldern. Ihre Nahrung bilden Insekten, besonders Heuschrecken, aber auch Krebse. Sie gibt hohe, leicht in der Tonhöhe fallende Rufe von sich, die im Abstand von etwa zehn Sekunden wiederholt werden.

## Verbreitung
Die Nominatform O. r. rufescens lebt auf Sumatra, Bangka, Java und Borneo. Die Unterart O. r. malayensis von Süd-Thailand bis zur Malaiischen Halbinsel ist oben mehr rötlich braun und unten mehr rötlich ockerfarben. Die Vögel des Sulu-Archipels wurden als Unterart O. r. burbidgei geführt,  ihr Status ist jedoch fragwürdig.